# ルイス城
ルイス城（ルイスじょう、Lewes Caslte）は、英国サセックス州ルイスにある中世の城。元々はブレイ城（Bray Castle）と呼ばれており、サウス・ダウンズを流れるウース川を抑える位置に建っている。

## 歴史
モット・アンド・ベーリーで建てられているが、珍しくモットが2つある。モットを2つ有する城はイングランドでもこの城とリンカーン城しかない。
ブラック・マウントとして知られる最初のモットは1066年、ノルマン・コンクエストの直後に建てられた。そしてキープとして知られる2つ目のモットは11世紀後期に建てられた。両方のモットを建てたのは、初代サリー伯ウィリアム・ド・ワレンヌである。モットはもともと木製の柵で囲われていたが、12世紀初頭に石積みのシェル・キープに置き換えらた。また、ベイリーには、塔を備えた石垣があった。
1264年に行われたルイスの戦いでは、国王ヘンリー3世ら王党派が城に陣を敷いた。
13世紀に入るともう1つのシェル・キープが追加され、14世紀には楼門が追加された。7代目サリー伯ジョン・ド・ワーレンが息子を残さずに死去しワーレン家の直系子孫がいなくなると、彼の甥であった10代目アランデル伯リチャード・フィッツアランがその領地を引き継いだ。
城跡は1850年からサセックス考古学協会に貸し出されていたが、1922年にチャールズ・トーマス＝スタンフォードが買い取った上で同協会に譲渡した。